# 빌리 곤살베스
아델리노 윌리엄 곤살레스(영어: Adelino William Gonsalves, 1908년 8월 10일 ~ 1977년 7월 17일)은 미국의 전 축구 선수이다.
곤살레스는 미국의 여러 클럽을 떠돌아 다니면서 선수 생활을 하였다.
또한 그는 미국 축구 국가대표팀으로 6경기 1득점을 기록하였는데, 여기에 1930년 FIFA 월드컵과 1934년 FIFA 월드컵 기록이 포함된다.